# Siphanta atomaria
Siphanta atomaria är en insektsart som först beskrevs av Walker 1858.  Siphanta atomaria ingår i släktet Siphanta och familjen Flatidae. Inga underarter finns listade i Catalogue of Life.